# Patsy (nummer)
Patsy is een nummer van de Nederlandse zanger Rein de Vries. Het was zijn grootste succes. Het is een Nederlandstalige bewerking door Jack Bulterman (ook leider van het orkest) van Patches van de Amerikaanse countryzanger Jimmy Isle uit 1960, twee jaar eerder dan de succesversie van Dickey Lee.
Fontana Records bracht Patsy in najaar 1962 uit in de uitvoering van De Vries. Door dergelijke covers snel na een hit in de Verenigde Staten uit te brengen, hoopte Nederlandse platenlabels mee te liften met de Amerikaanse hit, voordat die in Nederland kon toeslaan. Op de andere kant van Fontana 266 373 TF werd Teenage meisje gezet; dat was een cover van Teenage idol van Jack Lewis uitgevoerd door Ricky Nelson voorzien van een tekst door Stan Haag. De single werd nauwelijks opgemerkt. Lee had er trouwens een grote hit mee in de Verenigde Staten. In de Billboard Hot 100 stond het veertien weken met hoogste notering zes.
In 1965 werd het een paar keer gedraaid in het programma Kookpunt (Radio Veronica, met Tineke de Nooij en Gerard de Vries) en vervolgens na veel enthousiaste reacties onder meer in verzoekplaatprogramma's opnieuw uitgebracht, nu onder 278 093 YF. Het beklom de Nederlandse Top 40, hield het daar zeventien weken vol en bereikte de vijftiende positie. De single is door de telkens hernieuwde belangstelling drie keer opnieuw uitgebracht. De smartlap stond ook enkele jaren in de Top 2000. Ook De Vries zelf beschouwt "Patsy" als een "smartlap van de eerste orde". Hij zelf zegt er over:
'Patsy' heeft mij nog jaren achtervolgd, tot 1988 toe, toen ik in het programma Goud en nieuw voor de laatste keer op tv te bewonderen was in een live-optreden dat door mij best iets zuiverder gezongen had kunnen worden... Ik kwam er een paar oude bekenden tegen, zoals The Blue Diamonds die toen beiden nog leefden. Het viel mij toen op dat er een enorm verschil bestond tussen de wereld waarin ik leefde en de artiestenwereld die ik destijds bewust vaarwel had gezegd. Het viel vooral op dat ik elke keer de verkeerde kleding droeg.
Voortbordurend op het succes van "Patsy", bracht de platenmaatschappij daarna "Arm en rijk" uit, dat het niet tot de hitlijsten wist te brengen. Het nummer "Dear John", dat hij in 1965 opnam met zijn vrouw Hetty, heeft de Top 40 wel bereikt.

## Tracklist

#### 7" Single
Fontana (1962)
1. Teenage meisje
2. Patsy

Fontana (1965)
1. Patsy
2. Teenage meisje

Philips (1977)
- Patsy met Teenage meisje op Philips 6012 710
- Patsy met Colinda op Philips 6817 005

Philips 6017 270 (1981)
1. Patsy
2. Arm en rijk

## Hitnotering
| Patsy              | Patsy                 | Patsy    | Patsy | Patsy | Patsy | Patsy | Patsy | Patsy | Patsy | Patsy | Patsy | Patsy | Patsy | Patsy | Patsy | Patsy | Patsy | Patsy | Patsy | Patsy            |
| Hitlijst           | Datum van binnenkomst | Week:    | 1     | 2     | 3     | 4     | 5     | 6     | 7     | 8     | 9     | 10    | 11    | 12    | 13    | 14    | 15    | 16    | 17    | Laatste notering |
| ------------------ | --------------------- | -------- | ----- | ----- | ----- | ----- | ----- | ----- | ----- | ----- | ----- | ----- | ----- | ----- | ----- | ----- | ----- | ----- | ----- | ---------------- |
| Nederlandse Top 40 | 20-02-1965            | Positie: | 35    | 29    | 23    | 20    | 16    | 17    | 15    | 18    | 20    | 17    | 18    | 23    | 25    | 26    | 26    | 29    | 36    | 12-06-1965       |

### NPO Radio 2 Top 2000
| Nummer met noteringen in de NPO Radio 2 Top 2000 | '00  | '01  | '02  | '03 | '04  | '05  | '06  | '07  | '08  | '09  | '10  | '11  | '12  | '13  | '14  |
| ------------------------------------------------ | ---- | ---- | ---- | --- | ---- | ---- | ---- | ---- | ---- | ---- | ---- | ---- | ---- | ---- | ---- |
| Patsy                                            | 1284 | 1425 | 1385 | 999 | 1261 | 1158 | 1178 | 1366 | 1213 | 1507 | 1546 | 1534 | 1907 | 1642 | 1714 |

1. ↑  Een vetgedrukt getal geeft de hoogste notering aan.
2. ↑  2000 was het eerste jaar met een notering voor dit nummer.
3. ↑  Deze tabel is bijgewerkt tot en met de laatste editie (2024).

### Evergreen Top 1000
| Evergreen Top 1000 | Evergreen Top 1000 | Evergreen Top 1000 | Evergreen Top 1000 | Evergreen Top 1000 | Evergreen Top 1000 | Evergreen Top 1000 | Evergreen Top 1000 | Evergreen Top 1000 | Evergreen Top 1000 | Evergreen Top 1000 | Evergreen Top 1000 | Evergreen Top 1000 | Evergreen Top 1000 | Evergreen Top 1000 | Evergreen Top 1000 | Evergreen Top 1000 |
| Jaar               | 2008               | 2009               | 2010               | 2011               | 2012               | 2013               | 2014               | 2015               | 2016               | 2017               | 2018               | 2019               | 2020               | 2021               | 2022               | 2023               |
| ------------------ | ------------------ | ------------------ | ------------------ | ------------------ | ------------------ | ------------------ | ------------------ | ------------------ | ------------------ | ------------------ | ------------------ | ------------------ | ------------------ | ------------------ | ------------------ | ------------------ |
| Positie            | 151                | 284                | 276                | 276                | 251                | 143                | 100                | 70                 | 166                | 185                | 171                | 157                | 193                | 175                | 200                | 202                |